# Síndrome de Aicardi
A síndrome de Aicardi é uma doença genética rara e congênita caracterizada pela ausência parcial ou total do corpo caloso (estrutura que faz a ligação entre os 2 hemisférios do cérebro), anomalias na retina e convulsões. Outros danos neurológicos que podem ser encontrados nos portadores da doença incluem o alargamento do sistema ventricular e hidrocefalia.
A enfermidade afecta indivíduos do sexo feminino e resulta de uma anormalidade localizada no cromossoma X. Porém, indivíduos do sexo masculino com a síndrome de Klinefelter, por terem um cromossoma X a mais, poderão sofrer dela. Os sintomas geralmente se manifestam a partir dos três a cinco meses de vida e incluem epilepsia (na forma de espasmos), deficiência no desenvolvimento cognitivo e deficiência mental.
Foi identificada pela primeira vez pelo neurologista francês Jean Aicardi, em 1965. Não exclui a capacidade de locomoção, A capacidade de linguagem está raramente presente, embora não exclua a capacidade de outras formas de comunicação. No ano de 2008, haviam relatado cerca de 900 casos nos Estados Unidos, com um número global de casos estimado em vários milhares.